# اكاديرنآيت عابد (آيت وادوز الجبل)
اكاديرنآيت عابد هو دُوَّار يقع بجماعة أغمات، إقليم الحوز، جهة مراكش آسفي في المملكة المغربية. ينتمي الدوّار لمشيخة آيت وادوز الجبل التي تضم 23 دوار. يقدر عدد سكانه بـ 265 نسمة حسب الإحصاء الرسمي للسكان والسكنى لسنة 2004.

## روابط خارجية
- البوابة الوطنية للجماعات الترابية
- المندوبية السامية للتخطيط